# Ellinghorst
Ellinghorst ist ein Stadtteil von Gladbeck im Westen der Stadt an der Grenze zu Bottrop.
Der Name Ellinghorst geht auf eine alte Ortsbezeichnung zurück: Elling (= Erlen) und -horst (= gehölz).
Ellinghorst besteht aus drei Siedlungen: der Luftschachtsiedlung, dem Haarbach und dem Pestalozzidorf. Im Stadtteil befindet sich eine große Halde. Dort sind noch Bunker aus dem Zweiten Weltkrieg erhalten, die teilweise unverschlossen sind. Damals war in Ellinghorst auch ein Zwangsarbeiterlager.
In der Siedlung liegt das jungbronzezeitliche Gräberfeld von Gladbeck.
Es gibt auch einen Amateurverein Adler Ellinghorst 1961 e. V. Die aktuell in der Kreisliga A1 im Kreis Gelsenkirchen aktiv spielen.

## Infrastruktur und Verkehr
Von 1959 bis 1961 wurde an der Maria-Theresien-Straße die katholische Pfarrkirche St. Elisabeth nach einem Entwurf von Otto Spengler gebaut und am 7. Januar 1961 von Bischof Franz Hengsbach geweiht. 2010 wurde sie profaniert. 2019 kaufte das Modeunternehmen „Grubenhelden“ hat die Kirche St. Elisabeth.
In Ellinghorst, das direkt an die Autobahn A 2 angebunden ist, ist Industrie angesiedelt, darunter Dt. Rockwool, Döllken, Peine Salzgitter Stahlhandel.
Die VRR-Buslinien SB91, 254, 256 und 259 verbinden Ellinghorst mit den umliegenden Stadtteilen und der Innenstadt. Zusätzlich verkehrt die Nachtlinie NE2.
| Linie | Verlauf | Takt (Mo–Fr)                                                  | Betreiber         |
| ----- | --- | ------------------------------------------------------------- | ----------------- |
| SB91  | Bero-Zentrum – Oberhausen Hbf – Neue Mitte Oberhausen – OB-Osterfeld Süd Bf – Bottrop ZOB Berliner Platz – Bottrop-Eigen Markt – Gladbeck-Ellinghorst – Gladbeck Goetheplatz – Gladbeck-Ost Bf – Gelsenkirchen-Buer, Königswiese – Gelsenkirchen-Buer Rathaus Linie verkehrt zwischen OLGA-Park und Oberhausen Hbf über die ÖPNV-Trasse Oberhausen | 10 min (Bero-Zentrum–Bottrop ZOB) 20 min (Bottrop ZOB–Buer)   | Vestische / STOAG |
| 254   | Rentfort Am Park – Margaretenstr. – Ellinghorst – Gladbeck Marktplatz – Gladbeck Oberhof – Gladbeck Goetheplatz – Gladbeck West Bf – Schultendorf – Zweckel – Zweckel Mitte/Bf Ab Zweckel Mitte/Bf weiter als Linie 253 in Richtung Rentfort, abends als TaxiBus zwischen Gladbeck Oberhof und Zweckel Mitte/Bf | 30 min                                                        | Vestische         |
| TB256 | Taxibus: Gladbeck West Bf – Rentfort – (Ellinghorst Kaufpark – Bottrop-Eigen) / Bottrop-Grafenwald | 30 min (Gladbeck–Rentfort) 60 min (Rentfort–Eigen/Grafenwald) | Vestische         |
| 259   | Bottrop ZOB Berliner Platz – Bottrop-Eigen – Ellinghorst – Gladbeck Goetheplatz – Gladbeck Oberhof – Butendorf – Brauck – Rosenhügel – Gelsenkirchen-Horst, Buerer Str. | 20 min                                                        | Vestische         |
| NE2   | Bottrop ZOB Berliner Platz – Bottrop-Eigen – Ellinghorst – Gladbeck Goetheplatz – Gladbeck Ost Bf – Gelsenkirchen-Scholven – Bülse – Gelsenkirchen-Buer Rathaus – Gelsenkirchen-Resse – Herten Rathaus (Herten , 300 m) – Herten Mitte (Herten , 500 m) – Disteln Josefstr. – Hochlar – Westviertel Moltkestr. – Paulusviertel Paulusstr. – Viehtor – Recklinghausen Hbf NachtExpress: In den Nächten von Freitag auf Samstag, Samstag auf Sonntag und vor Feiertagen | 60 min                                                        | Vestische         |